# Gema Torres Zaragoza
Gema Torres Zaragoza (Les Coves de Vinromà, 23 de juliol de 1966) és una política valenciana, diputada a les Corts Valencianes en la V Legislatura.
Ha treballat com a educadora infantil en un parvulari privat. Afiliada a la UGT, n'ha estat secretària d'Organització de la Comarca l'Alcalatén-Plana Alta.
Afiliada al PSPV-PSOE, a les eleccions municipals espanyoles de 1999 fou escollida alcaldessa de les Coves de Vinromà. Simultàniament, fou escollida diputada a les eleccions a les Corts Valencianes de 1999. De 1999 a 2003 fou secretària de la Comissió de Governació i Administració Local. Després de les eleccions municipals espanyoles de 2015 és regidora de l'ajuntament de La Torre d'en Doménec.